# Unitat de Bons Estudiants
Unitat de Bons Estudiants ("Mücadeleci Ögrenci Birligi") fou una organització política clandestina turcman de l'Iraq formada sota el règim de Saddam Hussein per intel·lectuals, mestres i estudiants. Va estar dirigida pels professors Rüşdü Muhtar Reşadoglu i Mehmet Korkmaz. Els activistes eren principalment estudiants de secundària o d'universitat i mestres. Fou destruïda pel règim que va condemnar a mort almenys 20 membres i més de 50 foren empresonats, set dels quals de per vida.